# اوستوپان
اوستوپان (به مجاری: Osztopán) یک شهرداری در مجارستان است که در ناحیه کاپوشوار واقع شده‌است. اوستوپان ۲۲٫۸۳ کیلومتر مربع مساحت و ۸۴۴ نفر جمعیت دارد.